# 米克·弗朗茨
麥克·弗蘭茨（Mike Frantz）是德國的一位足球運動員，在場上司職中場，他現在效力于德乙球隊漢諾威。

## 外部連結
- 官方网站 （德文）
- Mike Frantz （页面存档备份，存于） at 1. FC Nuremberg （德文）
- fussballdaten.de：Mike Frantz之統計數據 （德文）